# One UI
One UI es una capa de personalización desarrollada por Samsung Electronics para sus dispositivos Android que ejecutan Android Pie y versiones superiores. Sucediendo a Samsung Experience UX y TouchWiz, está diseñada para facilitar el uso de teléfonos inteligentes más grandes y volverlos más atractivos visualmente. Para proporcionar mayor claridad, algunos elementos de la capa de personalización se modifican para que coincidan con los colores basados en el diseño del teléfono del usuario. One UI se presentó en la conferencia de desarrolladores de Samsung en 2019 junto con los Galaxy S10, los auriculares Galaxy Buds y el teléfono plegable Galaxy Fold.

## Características
One UI se diseñó como parte de un objetivo para que el hardware y el software de Samsung «trabajen juntos en perfecta armonía» y brinden una experiencia más «natural» en los teléfonos inteligentes de pantalla grande. Un patrón de diseño imperante en las aplicaciones incluidas es colocar intencionalmente características comunes y elementos de interfaz de usuario en la parte inferior de la pantalla en lugar de cerca de la parte superior, para que sean más fáciles de alcanzar con el dedo pulgar del usuario cuando se usa el dispositivo con una sola mano. Por razones similares, las aplicaciones utilizan encabezados grandes para empujar su contenido principal hacia el centro vertical de la pantalla. La barra de navegación admite el uso de gestos, mientras que también se agregó un «modo nocturno» en todo el sistema (que otorga a los elementos de la interfaz de usuario y a las aplicaciones compatibles una combinación de colores oscuros). Al igual que con Android Pie en sentido ascendente, la pantalla de información general de las aplicaciones recientes utiliza un diseño horizontal, a diferencia del diseño vertical de las versiones anteriores.

## Historial de versiones

### One UI 1
One UI 1.0, la primera versión de One UI, incorporó muchas funciones que se estaban volviendo cada vez más populares entre varias aplicaciones e iOS. En primer lugar, se agregó el modo oscuro para facilitar la visualización en espacios oscuros a los ojos del usuario. Esta función se incluyó en muchas aplicaciones y finalmente se incorporó a Android 10. La primera versión también introdujo herramientas de edición de captura de pantalla nativas, curvas refinadas, mejoras en la pantalla Always-On Display (toque para mostrar), un Bixby actualizado con soporte para reasignar el botón Bixby y una nueva forma de navegar por el dispositivo: gestos. Si bien Android 9 Pie incorporaba el soporte de gestos, este sólo estaba disponible en dispositivos Pixel y dispositivos AOSP de stock y muchos usuarios percibían que la funcionalidad estaba 'a medias'. Sin embargo, Samsung decidió crear su propio sistema de gestos para navegar por dispositivos con One UI instalado. El usuario tan solo necesitaba deslizar el dedo hacia arriba desde la parte inferior del dispositivo en las tres ubicaciones de los 'botones' para navegar. Se originó mucha variedad de opiniones sobre este sistema.
One UI 1.1, una actualización menor para One UI, trajo algunas correcciones de estabilidad de cámara, huellas dactilares y reconocimiento facial y optimizaciones de rendimiento. Esta actualización no estuvo disponible en la gama Galaxy S8, Note8, S9 y Note9, pero fue una actualización OTA para los dispositivos de la serie Galaxy S10. Se lanzó con los dispositivos de la serie Galaxy A de 2019, como el A30, A50 y A70.
One UI 1.5, otra actualización menor, fue principalmente para Galaxy Smart Watches, sin embargo, proporcionaba un enlace nativo al soporte de Windows. Se lanzó con los dispositivos de la serie Galaxy Note10. También tuvo 3 sonidos de notificación que pasaron por cambios menores.

### One UI 2
One UI 2.0, la actualización de segunda generación de One UI, brinda a los usuarios de Galaxy una experiencia de bienestar digital con piel, una interfaz de usuario más refinada en algunas aplicaciones predeterminadas como Device Care, un cambio menor en la interfaz de usuario en la posición del reloj en configuraciones rápidas, una grabadora de pantalla nativa, el nuevo sistema de gestos de Android 10, pantalla de bloqueo dinámico (fondo de pantalla diferente con cada desbloqueo), una carpeta de Papelera en Archivos, Android Auto nativo y un acceso de permisos de ubicación más difícil. One UI 2.0 ya se ha implementado en la gama Galaxy S10, Note10, Galaxy S9 y Note9.
One UI 2.1, una actualización menor para One UI 2, brinda soporte para dispositivos Galaxy que admiten una frecuencia de actualización de 120 Hz, Quick Share, Music Share, modos de cámara adicionales y soporte nativo para Live Captions. Se lanza por primera vez con los dispositivos de la serie Galaxy S20 y Galaxy Z Flip. También llegó para otros dispositivos como Galaxy S9, Note9, S10, Note10, Galaxy Fold y dispositivos seleccionados Galaxy A (2020) como una actualización de software.
One UI 2.5, Samsung lanzó One UI 2.5 con la serie Galaxy Note 20, y la actualización ahora está llegando al Galaxy S20 y los teléfonos Samsung más antiguos. One UI 2.5 no introdujo cambios radicales a la interfaz de usuario, pero hay muchas funciones nuevas incorporadas a la cámara, DeX, navegación por gestos y otros servicios.

### One UI 3
One UI 3.0, basada en Android 11, se lanzó para dispositivos Galaxy S20 a partir del 2 de diciembre de 2020. La actualización incluyó algunas revisiones notables, como un panel de notificación translúcido, nuevos controles de volumen ubicados a la derecha del dispositivo junto con las teclas físicas de volumen, widgets ligeramente mejorados y animaciones y transiciones más suaves en toda la interfaz de usuario.
One UI 3.1, una actualización menor para One UI 3, lanzada por primera vez con la serie Galaxy S21, comenzó a implementarse en otros dispositivos Galaxy compatibles, comenzando con la serie Galaxy S20 el 17 de febrero de 2021. No hubo cambios notables en la interfaz de usuario. Incluyó muchas mejoras en las funciones de la cámara, como el auto foco táctil mejorado y el controlador de exposición automática y la función Single Take mejorada e implementaciones de software como Object Eraser, Multi Mic Recording, Eye Comfort Shield, Private Share y otros.
One UI 3.1.1, una actualización menor para One UI 3, lanzada por primera vez con el Galaxy Z Fold 3 el 11 de agosto de 2021.

### One UI 4
One UI 4.0, basado en Android 12, es la cuarta generación de One UI. Se lanzó para la serie Galaxy S21 el 15 de noviembre de 2021. One UI 4 se enfoca en la personalización, la privacidad y el acceso al ecosistema en expansión de Samsung.
Algunas de las principales novedades que introdujo One UI 4 incluyen:
Un énfasis en la seguridad y privacidad: el sistema avisa puntualmente cuando cualquier aplicación o servicio intenta acceder al micrófono, la cámara o recopila otra clase de datos. Material Theming: ajuste automático de los colores según el fondo de pantalla. Mayor concordancia entre el sistema y las aplicaciones propias de Samsung.
One UI 4.1, una actualización menor para One UI 4, se lanzó por primera vez con la serie Samsung Galaxy S22. No introdujo grandes cambios, pero incorporó algunas características como Smart Calendar, opción agregada para elegir cuánta RAM virtual se desea (de 2, 4, 6 u 8 GB), selector de paleta rediseñado, Smart Widgets, equilibrio de audio Izquierda/Derecha separada, cambio de brillo adicional, Modo Pro en más cámaras, retratos en Modo Nocturno y otros cambios menores.

### One UI 5
One UI 5.0, basado en Android 13, fue anunciado el 12 de octubre de 2022 como la quinta generación de esta capa de personalización de Samsung. Su lanzamiento comenzó el 24 de octubre de 2022 con la serie Galaxy S22, y más adelante llegó a otros modelos compatibles. Una de sus principales novedades fue la opción de desactivar completamente RAM Plus, algo que antes solo se podía limitar a 2 GB. También incorporó una nueva forma de personalizar la pantalla de bloqueo, inspirada en iOS 16. La estética del sistema se mejoró con iconos rediseñados y se amplió el soporte de Material You a más aplicaciones, incluyendo algunas de terceros.
El 1 de febrero de 2023 se presentó One UI 5.1, que se lanzó el 13 del mismo mes junto con la serie Galaxy S23. Esta versión trajo mejoras en la multitarea, un nuevo widget de batería, recomendaciones en Ajustes y Spotify, además de novedades en la cámara y la galería como el cambio de tono en selfis y una mejor remasterización de imágenes. Posteriormente, el 11 de agosto de 2023 se lanzó One UI 5.1.1 junto a los Galaxy Z Fold 5, Z Flip 5 y Tab S9. Esta actualización mejoró el uso de la barra de tareas, el modo Flex, añadió arrastrar y soltar con dos manos, y la posibilidad de ocultar apps en ventanas flotantes. Al igual que One UI 4.1.1, esta versión fue exclusiva para plegables y tabletas.

### One UI 6
One UI 6.0, basado en Android 14, comenzó su despliegue el 30 de octubre de 2023 para la serie Galaxy S23, y se fue extendiendo gradualmente a otros dispositivos según la región. Entre sus principales novedades se encuentran un panel rápido rediseñado con nueva disposición de botones, mejor acceso al brillo, y notificaciones ordenadas por tiempo. También introdujo una fuente predeterminada nueva llamada One UI Sans, nuevos emojis, y una experiencia multitarea más fluida. Varias apps nativas como Cámara, Galería, Editor de Fotos y Clima fueron actualizadas con más funciones y opciones de personalización.
La versión One UI 6.1 se lanzó el 17 de enero de 2024 con la serie Galaxy S24, trayendo funciones de inteligencia artificial bajo el nombre de «Galaxy AI». Estas funciones, exclusivas de ciertos dispositivos como los Galaxy S22/S23/S24, Z4/Z5, y Tab S8/S9, utilizan modelos locales y en la nube (Baidu en China y Gemini Pro de Google a nivel global). Se añadieron funciones como protección de batería mejorada, SuperHDR en fotos (incluso en redes sociales como Instagram y Snapchat), y mostrar el fondo de pantalla de la pantalla de bloqueo en Always On Display. Además, se anunció la fusión de Quick Share de Samsung y Nearby Share de Google, unificando la transferencia de archivos para Android y Windows.
Aunque no se lanzó junto con la 6.1, la tecnología de actualizaciones sin interrupciones (A/B seamless updates) se implementó por primera vez con el Galaxy A55. Esta técnica instala actualizaciones en una partición secundaria para facilitar la instalación sin afectar al uso del dispositivo. Más adelante, el 10 de julio de 2024, se presentó One UI 6.1.1 con los Galaxy Z Flip 6 y Z Fold 6, incluyendo funciones de IA como Retrato Estudio, Respuestas Sugeridas y Boceto a Imagen. Esta versión también fue exclusiva para dispositivos plegables.

### One UI 7
One UI 7.0, basado en Android 15, fue lanzado oficialmente el 22 de enero de 2025 junto a la serie Galaxy S25. El programa beta había comenzado el 5 de diciembre de 2024 en mercados clave como Estados Unidos, Corea del Sur y Alemania, primero con la serie Galaxy S24 (excepto S24FE), y luego se amplió a los modelos plegables y las tabletas Tab S10 en marzo. Para abril de 2025, Samsung planea expandir las pruebas beta al Galaxy A55 en países como India, Corea del Sur, Reino Unido y EE. UU.
Esta versión representa un cambio significativo en la experiencia visual y funcional de One UI. Se rediseñaron por completo los iconos, widgets, app de cámara y pantalla de bloqueo. El panel rápido ahora se divide por defecto entre notificaciones y controles. En los modelos de EE. UU., las apps de Samsung Teléfono, Mensajes y Contactos fueron reemplazadas por sus equivalentes de Google con soporte RCS, aunque pueden descargarse desde la Galaxy Store. También se eliminaron funciones como DeX para PC y los paneles Edge descargables, en favor de «Vincular a Windows» y alternativas de terceros. Se introdujeron nuevos tonos de llamada y sonidos por primera vez desde la serie Galaxy S20.
Por primera vez, One UI también comenzará a ser la interfaz predeterminada en otros dispositivos del ecosistema Samsung, incluyendo televisores inteligentes, monitores, proyectores y electrodomésticos. Sin embargo, a marzo de 2025, la distribución estable de One UI 7 ha sufrido grandes retrasos. Solo los Galaxy S25, A06 5G, A26, A36, A56 y sus variantes renombradas (M06, F06, M16, y A25 en Japón) lo traen preinstalado. El despliegue oficial a dispositivos más antiguos, como las series recientes Galaxy S y Galaxy Z, comenzará el 7 de abril de 2025 con fechas que variarán según el país.

## Lanzamiento
| Versión de One UI | Descripción | Fecha de lanzamiento     |
| ----------------- | --- | ------------------------ |
| One UI 1.0        | Basada en Android 9 Pie se lanzó periódicamente para los dispositivos Galaxy S8, Note8, S9 y Note9 durante enero, febrero, marzo y abril de 2019. Los dispositivos Galaxy A y M más nuevos también tienen la nueva capa de Samsung, al igual que el Note FE (Fan Edition). Se lanzó One UI 1.1 junto con la serie Galaxy S10 y el Galaxy Fold.                          | 7 de noviembre del 2018  |
| One UI 1.5        | Se preinstaló en los dispositivos Galaxy Note 10 después de la asociación de Samsung con Microsoft para brindar una mejor integración móvil a Windows 10. Si bien la serie Galaxy S7 y los dispositivos Note 5 no recibieron oficialmente la actualización de Samsung, muchos desarrolladores de la comunidad Open Source han adaptado el sistema a estos dispositivos. | 22 de agosto del 2019    |
| One UI 2.0        | Se añadió la customización del modo oscuro, programado o manualmente. | 2 de marzo del 2020      |
| One UI 2.1        | Es estable para los dispositivos Galaxy S10, Note 10, S9, Note 9 y Tab S6. Estaba preinstalado en los dispositivos Galaxy S20 y la mayoría de los dispositivos Samsung se lanzaron en 2020. | 20 de marzo del 2020     |
| One UI 2.5        | Está preinstalado en los dispositivos Galaxy Note 20, así como en el Galaxy Z Fold 2 y el Samsung Galaxy S20 FE. | 3 de septiembre del 2020 |
| One UI 3.0        | Se actualizó en los dispositivos Galaxy S20. | 10 de diciembre del 2020 |
| One UI 3.1        | Está preinstalado en los dispositivos Galaxy S21. | 18 de febrero del 2021   |
| One UI 3.1.1      | Está preinstalado en los dispositivos Galaxy Z Fold 3. | 30 de agosto del 2021    |
| One UI 4.0        | Se lanzó públicamente en los dispositivos Galaxy S21, y vino preinstalado en el Galaxy S21 FE. | 15 de noviembre del 2021 |
| One UI 4.1        | Está preinstalado en los dispositivos Galaxy S22 y los dispositivos Samsung Galaxy Tab S8. | 16 de marzo del 2022     |
| One UI 5.0        | Se lanzó con la serie Galaxy S22. | 15 de agosto del 2022    |
| One UI 5.1        | Está preinstalado en los dispositivos Galaxy S22 y demás. | 1 de febrero del 2023    |
| One UI 6.0        | Está preinstalado en los dispositivos Galaxy S23 y sucesores. | 28 de marzo del 2024     |
| One UI 6.1        | Está preinstalado en los dispositivos Galaxy S24 y demás. | 9 de septiembre del 2024 |
| One UI 6.1.1      | Se lanzó exclusivamente para los Galaxy Z Flip 6 y Z Fold 6. | 10 de julio del 2024     |
| OneUI7            | Está preinstalado en los dispositivos Galaxy S25 y demás. | 22 de enero del 2025     |
| One UI8           | Esta Preinstalado en los Galaxy Z Fold7, Z Flip7 y Z Flip7 FE y demás dispositivos | 25 de julio de 2025      |

## Soporte de actualización
A partir del 9 de febrero de 2022, Samsung ofrece hasta cuatro años de One UI y actualizaciones del sistema operativo y cinco años de actualizaciones de seguridad para dispositivos insignia vendidos en 2021 y posteriores.

### Dispositivos
Esto incluye los dispositivos lanzados después de los que se enumeran a continuación.
- Galaxy S21 y dispositivos posteriores
- Galaxy Z Fold 3, Z Flip 3 y dispositivos posteriores
- Dispositivos de la serie Galaxy A seleccionados
- Galaxy Tab a8 y Galaxy Tab S8
- Serie Galaxy Watch 4 y relojes posteriores
- Laptops Galaxy Book vendidas en 2021 y posteriores recibirán actualizaciones de seguridad durante 18 meses después de que se admita la última actualización importante de características de Windows (25H2)

## Dispositivos que ejecutan One UI

### Teléfonos inteligentes
| Dispositivo                                          | Versión original                                         | Versión actualizable                                | Fuente        |
| ---------------------------------------------------- | -------------------------------------------------------- | --------------------------------------------------- | ------------- |
| Serie Galaxy S                                       |                                                          |                                                     |               |
| Samsung Galaxy S8/S8+/S8 Active                      | Samsung Experience 8.1 (Android 7.0 "Nougat")            | One UI 1.0 (Android 9 "Pie")                        | [ 42 ]        |
| Samsung Galaxy S9/S9+                                | Samsung Experience 9.0 (Android 8.0.0 "Oreo")            | One UI 2.5 (Android 10)                             | [ 43 ]        |
| Samsung Galaxy S10e/S10/S10+/S10 5G                  | One UI 1.1 (Android 9 "Pie")                             | One UI 4.1 (Android 12)                             | [ 44 ]        |
| Samsung Galaxy S10 Lite                              | One UI 2.0 (Android 10)                                  | One UI 4.1 (Android 12)                             | [ 45 ]        |
| Samsung Galaxy S20/S20+/S20 Ultra (LTE/5G)           | One UI 2.1 (Android 10)                                  | One UI 5.1 (Android 13)                             | [ 46 ]        |
| Samsung Galaxy S20 Fan Edition (LTE/5G)              | One UI 2.5 (Android 10)                                  | One UI 5.1 (Android 13)                             | [ 46 ]        |
| Samsung Galaxy S21 5G/S21+ 5G/S21 Ultra 5G           | One UI 3.1 (Android 11)                                  | One UI 7 (Android 15)                               | [ 47 ]        |
| Samsung Galaxy S22 5G/S22+ 5G/S22 Ultra 5G           | One UI 4.1 (Android 12)                                  | One UI 7 (Android 15)                               | [ 47 ]        |
| Samsung Galaxy S23 5G/S23+ 5G/S23 Ultra 5G           | One UI 5.1 (Android 13)                                  | One UI 7 (Android 15)                               | [ 47 ]        |
| Samsung Galaxy S23 FE 5G                             | One UI 6.1 (Android 14)                                  | One UI 7 (Android 15)                               | [ 47 ]        |
| Samsung Galaxy S24 5G/S24+ 5G/S24 FE 5G/S24 Ultra 5G | One UI 6.1 (Android 14)                                  | One UI 7 (Android 15)                               | [ 47 ]        |
| Samsung Galaxy S25 5G/S25+ 5G/S25 Ultra              | One UI 7 (Android 15)                                    |                                                     |               |
| Serie Galaxy Z                                       |                                                          |                                                     |               |
| Samsung Galaxy Fold                                  | One UI 1.1 (Android 9 "Pie")                             | One UI 4.0 (Android 12)                             | [ 48 ]        |
| Samsung Galaxy Z Flip / Z Flip 5G                    | One UI 2.1 (Android 10)                                  | One UI 4.1 (Android 12)                             | [ 49 ]        |
| Samsung Galaxy Z Fold 2 (LTE/5G)                     | One UI 2.5 (Android 10)                                  | One UI 4.1.1 (Android 12)                           | [ 50 ]        |
| Samsung Galaxy Z Flip 3/Z Fold 3                     | One UI 3.0 (Android 11)                                  | One UI 4.1.1 (Android 12)                           | [ 51 ] [ 52 ] |
| Galaxy Note series                                   |                                                          |                                                     |               |
| Samsung Galaxy Note Fan Edition                      | Samsung Experience 8.1 (Android 7.0 "Nougat")            | One UI 1.0 (Android 9 "Pie")                        | [ 53 ]        |
| Samsung Galaxy Note 8                                | Samsung Experience 8.5 (Android 7.1.1 "Nougat")          | One UI 1.0 (Android 9 "Pie")                        | [ 54 ]        |
| Samsung Galaxy Note 9                                | Samsung Experience 9.5 (Android 8.1 "Oreo")              | One UI 2.5 (Android 10)                             | [ 55 ]        |
| Samsung Galaxy Note 10/Note 10+ (LTE/5G)             | One UI 1.5 (Android 9 "Pie")                             | One UI 4.1 (Android 12)                             | [ 56 ]        |
| Samsung Galaxy Note 10 Lite                          | One UI 2.0 (Android 10)                                  | One UI 4.1 (Android 12)                             | [ 57 ]        |
| Samsung Galaxy Note20/Note20 Ultra (LTE/5G)          | One UI 2.5 (Android 10)                                  | One UI 4.1 (Android 12)                             | [ 58 ]        |
| Serie Galaxy A                                       |                                                          |                                                     |               |
| Samsung Galaxy A8/A8+ (2018)                         | Samsung Experience 8.5 (Android 7.1.1 "Nougat")          | One UI 1.0 (Android 9 "Pie")                        | [ 59 ]        |
| Samsung Galaxy A6/A6+ (2018)                         | Samsung Experience 9.0 (Android 8.0.0 "Oreo")            | One UI 2.0 (Android 10)                             | [ 60 ] [ 61 ] |
| Samsung Galaxy A7 (2018)                             | Samsung Experience 9.0 (Android 8.0.0 "Oreo")            | One UI 2.0 (Android 10)                             | [ 62 ]        |
| Samsung Galaxy A8 Star (2018) / A9 Star              | Samsung Experience 9.0 (Android 8.0.0 "Oreo")            | One UI 2.0 (Android 10)                             | [ 63 ]        |
| Samsung Galaxy A9 (2018)                             | Samsung Experience 9.0 (Android 8.0.0 "Oreo")            | One UI 2.0 (Android 10)                             | [ 64 ]        |
| Samsung Galaxy A10                                   | One UI 1.1 (Android 9 "Pie")                             | One UI 2.0 (Android 10)                             | [ 65 ]        |
| Samsung Galaxy A10e / Galaxy A20 (Japón)             | One UI 1.1 (Android 9 "Pie")                             | One UI 2.0 (Android 10)                             | [ 66 ]        |
| Samsung Galaxy A10s                                  | One UI Core 1.1 (Android 9 "Pie")                        | One UI Core 3.1 (Android 11)                        | [ 61 ]        |
| Samsung Galaxy A20                                   | One UI 1.1 (Android 9 "Pie")                             | One UI 2.0 (Android 10)                             | [ 67 ]        |
| Samsung Galaxy A20e                                  | One UI 1.1 (Android 9 "Pie")                             | One UI 2.0 (Android 10)                             | [ 68 ]        |
| Samsung Galaxy A20s                                  | One UI 1.1 Core (Depende de la región) (Android 9 "Pie") | One UI 2.0 Core (Depende de la región) (Android 10) | [ 69 ]        |
| Samsung Galaxy A30                                   | One UI 1.1 (Android 9 "Pie")                             | One UI 2.0 (Android 10)                             | [ 70 ]        |
| Samsung Galaxy A30s                                  | One UI 1.5 (Android 9 "Pie")                             | One UI 3.1 (Android 11)                             | [ 71 ]        |
| Samsung Galaxy A40                                   | One UI 1.1 (Android 9 "Pie")                             | One UI 2.0 (Android 10)                             | [ 72 ]        |
| Samsung Galaxy A50                                   | One UI 1.1 (Android 9 "Pie")                             | One UI 3.1 (Android 11)                             | [ 73 ]        |
| Samsung Galaxy A50s                                  | One UI 1.5 (Android 9 "Pie")                             | One UI 2.5 (Android 10)                             | [ 74 ]        |
| Samsung Galaxy A60/M40                               | One UI 1.1 (Android 9 "Pie")                             | One UI 2.0 (Android 10)                             | [ 75 ] [ 76 ] |
| Samsung Galaxy A70                                   | One UI 1.1 (Android 9 "Pie")                             | One UI 3.1 (Android 11)                             | [ 77 ]        |
| Samsung Galaxy A70s                                  | One UI 1.1 (Android 9 "Pie")                             | One UI 3.1 (Android 11)                             | [ 78 ]        |
| Samsung Galaxy A80                                   | One UI 1.1 (Android 9 "Pie")                             | One UI 2.0 (Android 10)                             | [ 72 ]        |
| Samsung Galaxy A90 5G                                | One UI 1.5 (Android 9 "Pie")                             | One UI 2.5 (Android 10)                             | [ 73 ]        |
| Samsung Galaxy A01 Core / M01 Core                   | One UI Core 2.1 (Android 10 Go Edition)                  | One UI Core 2.1 (Android 10 Go Edition)             |               |
| Samsung Galaxy A01                                   | One UI Core 2.1 (Android 10)                             | One UI Core 2.1 (Android 10)                        |               |
| Samsung Galaxy A11                                   | One UI Core 2.1 (Android 10)                             | One UI Core 2.1 (Android 10)                        |               |
| Samsung Galaxy A21 (Japón)                           | One UI Core 2.1 (Android 10)                             | One UI Core 2.1 (Android 10)                        |               |
| Samsung Galaxy A21                                   | One UI Core 2.1 (Android 10)                             | One UI Core 2.1 (Android 10)                        |               |
| Samsung Galaxy A21s                                  | One UI Core 2.1 (Android 10)                             | One UI Core 2.5 (Android 10)                        |               |
| Samsung Galaxy A31                                   | One UI 2.1 (Android 10)                                  | One UI 4.1 (Android 12)                             | [ 79 ]        |
| Samsung Galaxy A41                                   | One UI 2.1 (Android 10)                                  | One UI 2.1 (Android 10)                             |               |
| Samsung Galaxy A51 (LTE)                             | One UI 2.0 (Android 10)                                  | One UI 3.0 (Android 11)                             | [ 13 ]        |
| Samsung Galaxy A51 5G / A51 5G UW                    | One UI 2.1 (Android 10)                                  | One UI 3.0 (Android 11)                             |               |
| Samsung Galaxy A71 (LTE)                             | One UI 2.0 (Android 10)                                  | One UI 3.1 (Android 11)                             | [ 13 ]        |
| Samsung Galaxy A71 5G / A71 5G UW / A Quantum        | One UI 2.1 (Android 10)                                  | One UI 3.0 (Android 11)                             |               |
| Samsung Galaxy A02                                   | One UI Core 2.5 (Android 10)                             | One UI 5.0 (Android 13)                             |               |
| Samsung Galaxy A02s / M02s                           | One UI Core 2.5 (Android 10)                             | One UI 5.0 (Android 13)                             |               |
| Samsung Galaxy A12                                   | One UI Core 2.5 (Android 10)                             | One UI 5.0 (Android 13)                             |               |
| Samsung Galaxy A12 Nacho                             | One UI Core 3.1 (Android 11)                             |                                                     |               |
| Samsung Galaxy A32 5G                                | One UI 3.1 (Android 11)                                  | One UI 4.1 (Android 12)                             | [ 80 ]        |
| Samsung Galaxy A52                                   | One UI 3.1 (Android 11)                                  | One UI 6.1 (Android 14)                             | [ 81 ]        |
| Samsung Galaxy A72                                   | One UI 3.1 (Android 11)                                  | One UI 4.1 (Android 12)                             | [ 81 ]        |
| Samsung Galaxy A03                                   | One UI Core 3.1 (Android 11)                             | One UI 5 Core (Android 13)                          | [ 82 ]        |
| Samsung Galaxy A03 Core                              | One UI Core 3.1 (Android 11 Go Edition)                  | One UI Core 3.1 (Android 11 Go Edition)             | [ 83 ]        |
| Samsung Galaxy A13                                   | One UI 5.1 (Android 13)                                  | One UI 5.1 (Android 13)                             | [ 84 ]        |
| Samsung Galaxy A23                                   | One UI 5.1 (Android 13)                                  | One UI 5.1 (Android 13)                             |               |
| Samsung Galaxy A33                                   | One UI 5.1 (Android 13)                                  | One UI 5.1 (Android 13)                             |               |
| Samsung Galaxy A53                                   | One UI 5.1 (Android 13)                                  | One UI 5.1 (Android 13)                             |               |
| Samsung Galaxy A73                                   | One UI 5.1 (Android 13)                                  | One UI 5.1 (Android 13)                             |               |
| Samsung Galaxy A04, A04s,A04e                        | One UI 4.1(Android 12)                                   | 0ne UI 6.1 (Android 14)                             |               |
| Samsung Galaxy A14                                   | One UI 5.1 (Android 13)                                  | One UI 5.1 (Android 13)                             |               |
| Samsung Galaxy A24                                   | One UI 5.1 (Android 13                                   | One UI 5.1 (Android 13                              |               |
| Samsung Galaxy A34                                   | One UI 5.1 (Android 13                                   | One UI 5.1 (Android 13                              |               |
| Samsung Galaxy A54                                   | One UI 6.1 (Android 14                                   | One UI 6.1 (Android 14                              |               |
| Serie Galaxy XCover                                  |                                                          |                                                     |               |
| Samsung Galaxy XCover 4s                             | One UI 1.1 (Android 9 "Pie")                             | One UI 2.0 (Android 10)                             | [ 85 ]        |
| Samsung Galaxy XCover Pro                            | One UI 2.0 (Android 10)                                  | One UI 2.0 (Android 10)                             |               |
| Serie Galaxy M                                       |                                                          |                                                     |               |
| Samsung Galaxy M10                                   | Samsung Experience 9.5 (Android 8.1 "Oreo")              | One UI Core 2.0 (Android 10)                        | [ 86 ]        |
| Samsung Galaxy M20                                   | Samsung Experience 9.5 (Android 8.1 "Oreo")              | One UI Core 2.0 (Android 10)                        | [ 87 ]        |
| Samsung Galaxy M30                                   | Samsung Experience 9.5 (Android 8.1 "Oreo")              | One UI Core 2.0 (Android 10)                        | [ 87 ]        |
| Samsung Galaxy M30s                                  | One UI Core 1.5 (Android 9 "Pie")                        | One UI Core 2.0 (Android 10)                        | [ 88 ]        |
| Samsung Galaxy M01                                   | One UI Core 2.1 (Android 10)                             | One UI Core 2.1 (Android 10)                        |               |
| Samsung Galaxy M01s                                  | One UI Core 1.1 (Android 9 "Pie")                        | One UI Core 1.1 (Android 9 "Pie")                   |               |
| Samsung Galaxy M11                                   | One UI Core 2.0 (Android 10)                             | One UI Core 2.0 (Android 10)                        |               |
| Samsung Galaxy M21                                   | One UI Core 2.0 (Android 10)                             | One UI Core 3.0 (Android 10)                        | [ 89 ]        |
| Samsung Galaxy M31                                   | One UI Core 2.0 (Android 10)                             | One UI Core 3.0 (Android 11)                        | [ 90 ]        |
| Samsung Galaxy M31s                                  | One UI Core 2.1 (Android 10)                             | One UI Core 2.5 (Android 10)                        |               |
| Samsung Galaxy M51                                   | One UI Core 2.1 (Android 10)                             | One UI Core 2.5 (Android 10)                        | [ 79 ]        |
| Serie Galaxy J                                       |                                                          |                                                     |               |
| Samsung Galaxy J3 (2017) / J3 Pro                    | Samsung Experience 8.1 (Android 7.0 "Nougat")            | One UI 1.1 (Android 9 "Pie")                        | [ 91 ]        |
| Samsung Galaxy J5 (2017) / J5 Pro                    | Samsung Experience 8.1 (Android 7.0 "Nougat")            | One UI 1.1 (Android 9 "Pie")                        | [ 92 ]        |
| Samsung Galaxy J7 (2017) / J7 Pro                    | Samsung Experience 8.1 (Android 7.0 "Nougat")            | One UI 1.1 (Android 9 "Pie")                        | [ 93 ]        |
| Samsung Galaxy J7 Core / J7 Neo / J7 Nxt             | Samsung Experience 8.1 (Android 7.0 "Nougat")            | One UI 1.1 (Android 9 "Pie")                        | [ 94 ]        |
| Samsung Galaxy J7 Prime (2018) / J7 Prime 2          | Samsung Experience 8.1 (Android 7.0 "Nougat")            | One UI 1.1 (Android 9 "Pie")                        | [ 95 ]        |
| Samsung Galaxy J7 Duo                                | Samsung Experience 9.0 (Android 8.0.0 "Oreo")            | One UI 2.0 (Android 10)                             | [ 96 ]        |
| Samsung Galaxy J7 (2018) US                          | Samsung Experience 9.0 (Android 8.0.0 "Oreo")            | One UI 2.0 (Android 10)                             | [ 97 ]        |
| Samsung Galaxy J4                                    | Samsung Experience 9.0 (Android 8.0.0 "Oreo")            | One UI 2.0 (Android 10)                             | [ 98 ]        |
| Samsung Galaxy J6 / On6                              | Samsung Experience 9.0 (Android 8.0.0 "Oreo")            | One UI 2.0 (Android 10)                             | [ 99 ]        |
| Samsung Galaxy J8 / On8                              | Samsung Experience 9.0 (Android 8.0.0 "Oreo")            | One UI 2.0 (Android 10)                             | [ 100 ]       |
| Samsung Galaxy J4+                                   | Samsung Experience 9.5 (Android 8.1 "Oreo")              | One UI 1.0 (Android 9)                              |               |
| Samsung Galaxy J6+                                   | Samsung Experience 9.5 (Android 8.1 "Oreo")              | One UI 2.0 (Android 10)                             |               |

### Tabletas
| Dispositivo                                 | Versión original                                | Versión actualizable         | Fuente  |
| ------------------------------------------- | ----------------------------------------------- | ---------------------------- | ------- |
| Serie Galaxy Tab S                          |                                                 |                              |         |
| Samsung Galaxy Tab S3                       | TouchWiz Grace UX (Android 7.0 "Nougat")        | One UI 1.0 (Android 9 "Pie") | [ 101 ] |
| Samsung Galaxy Tab S4                       | Samsung Experience 9.5 (Android 8.1 "Oreo")     | One UI 2.1 (Android 10)      | [ 102 ] |
| Samsung Galaxy Tab S5e                      | One UI 1.0 (Android 9 "Pie")                    | One UI 2.1 (Android 10)      | [ 102 ] |
| Samsung Galaxy Tab S6 (LTE)                 | One UI 1.0 (Android 9 "Pie")                    | One UI 2.1 (Android 10)      | [ 103 ] |
| Samsung Galaxy Tab S6 5G                    | One UI 2.1 (Android 10)                         | One UI 2.1 (Android 10)      |         |
| Samsung Galaxy Tab S6 Lite                  | One UI 2.1 (Android 10)                         | One UI 2.1 (Android 10)      |         |
| Samsung Galaxy Tab S7/S7+ (LTE/5G)          | One UI 2.5 (Android 10)                         | One UI 3.1 (Android 11)      | [ 104 ] |
| Samsung Galaxy Tab S8/S8+/S8 Ultra (LTE/5G) | One UI 4.1 (Android 12)                         | One UI 4.1 (Android 12)      |         |
| Serie Galaxy Tab A                          |                                                 |                              |         |
| Samsung Galaxy Tab A 8.0 (2017)             | Samsung Experience 8.5 (Android 7.1.1 "Nougat") | One UI 1.0 (Android 9 "Pie") | [ 105 ] |
| Samsung Galaxy Tab A 8.0 (2018)             | Samsung Experience 9.5 (Android 8.1 "Oreo")     | One UI 2.1 (Android 10)      | [ 106 ] |
| Samsung Galaxy Tab A 10.5                   | Samsung Experience 9.5 (Android 8.1 "Oreo")     | One UI 2.0 (Android 10)      | [ 100 ] |
| Samsung Galaxy Tab A 8.0 (2019)             | One UI 1.1 (Android 9 "Pie")                    | One UI 1.1 (Android 9 "Pie") |         |
| Samsung Galaxy Tab A 8.0 with S Pen (2019)  | One UI 1.1 (Android 9 "Pie")                    | One UI 3.1 (Android 11)      | [ 107 ] |
| Samsung Galaxy Tab A 10.1 (2019)            | One UI 1.1 (Android 9 "Pie")                    | One UI 3.1 (Android 11)      | [ 107 ] |
| Samsung Galaxy Tab A7 (2020)                | One UI 2.5 (Android 10)                         | One UI 2.5 (Android 10)      |         |